# Jean-Claude Gayssot
Jean-Claude Gayssot (Béziers, 6 settembre 1944) è un politico francese.
È una delle personalità emergenti del PCF. Dotato di una forte comunicativa, stimato dai socialisti e perfino da esponenti del centro-destra, piuttosto che mirare a incarichi direttivi nel declinante Partito Comunista Francese preferisce assumere un ruolo defilato.

## Biografia
Figlio di François Gayssot e Clotilde Founau, ha due fratelli.
Ha iniziato la sua carriera come apprendista elettricista presso la SNCF. Nel 1963 aderisce al Partito Comunista Francese. Nel corso della sua attività presso la SNCF, ha ricoperto una posizione dirigenziale. Nel 1968 è candidato alle elezioni suppletive legislative della Lozère.
Nel 1972 diventa responsabile dell'UD-CGT della Lozère e membro dell'ufficio federale del PCF. Il partito lo chiamò a Parigi nel 1976 dove lavorò per la sezione economica insieme a Charles Fiterman.
Entrò nel Comitato centrale nel 1979 e nell'Ufficio politico del partito nel 1982. Nel 1985 fu nominato segretario dell'organizzazione del partito. Si ipotizzò che sarebbe stato lui a succedere a Georges Marchais, con Pierre Blotin. Tuttavia, quando Robert Hue fu eletto segretario nazionale del partito, si unì a quest'ultimo.

## Carriera politica

### Deputato
Jean-Claude Gayssot è stato eletto deputato comunista nella quinta circoscrizione elettorale della Senna-Saint-Denis dal 1986 al 1997 (Bobigny/Drancy), ed è stato sindaco di Drancy dal gennaio al settembre 1997.
Porta il suo nome un disegno di legge "tendente a reprimere ogni espressione razzista, antisemita o xenofoba", presentato nel 1990 all'Assemblea nazionale e adottato con il nome di legge Gayssot. Riprendendo come riferimento la legge sulla stampa del luglio 1972, conosciuta come legge Pleven, il nuovo testo menziona e reprime, per la prima volta, il negazionismo, ovvero l'atto di negare o minimizzare i crimini contro l'umanità puniti durante il processo di Norimberga. Questa legge rimane controversa.

### Ministro
Durante la coabitazione, nel 1997 fu nominato ministro dei trasporti nel governo di Lionel Jospin.
In qualità di ministro è stato promotore della legge in materia di solidarietà e rinnovamento urbano (SRU), un disegno di legge che fissa in particolare l'obiettivo del 20% di edilizia sociale nelle città che ne sono prive. Gayssot ha anche esteso su scala regionale i servizi TER della SNCF e ha evitato che la SNCF venisse privatizzata.
Ha garantito lo status e il regime speciale di previdenza sociale dei lavoratori delle ferrovie. Ha rilanciato il progetto del TGV-Est e del viadotto di Millau.
In seguito all'incidente del Concorde del 25 luglio 2000, ha deciso lo stesso giorno di sospendere tutti i voli di questo aereo in Francia.

### Consigliere comunale
Nel 2001 si candidò alle elezioni municipali di Béziers dove fu battuto al primo turno da Raymond Couderc.
Jean-Claude Gayssot è consigliere comunale a Béziers, dove si è stabilito definitivamente nel 2002. Successivamente è stato eletto vicepresidente del consiglio regionale della Linguadoca-Rossiglione, si è dimesso nel novembre 2006, in reazione "alle serie domande sollevate dai commenti di Georges Frêche sulla composizione della squadra francese".

## Prese di posizione
Il 26 aprile 2017 ha invitato a votare a favore di Emmanuel Macron, nel secondo turno delle elezioni presidenziali del 2017.
Per le elezioni presidenziali del 2022, afferma di sostenere Fabien Roussel.